# Eugène de Beauharnais

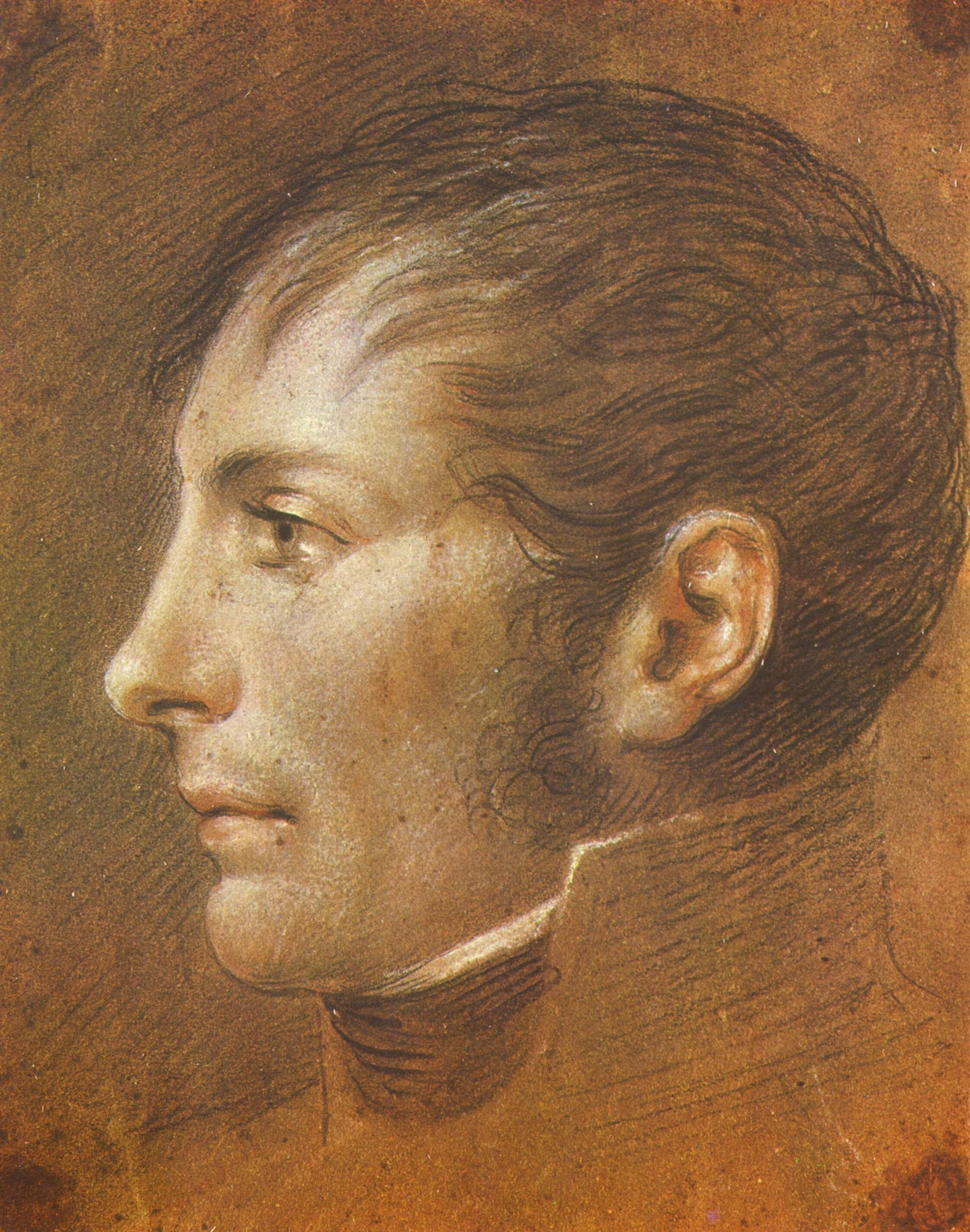
Eugène Beauharnais, Andrea Appiani festménye, 1800. körül

Eugène Rose de Beauharnais (Párizs, 1781. szeptember 3. – München, 1824. február 21.), francia katonatiszt, Joséphine de Beauharnais fia, a forradalom és az Első Császárság tábornoka, Napóleon császár fogadott fia, a francia császári család tagja, Franciaország hercege (prince de France), az Itáliai Királyság francia alkirálya, Velence hercege (prince de Venise), Frankfurt örökös nagyhercege (grand-duc de Francfort), Leuchtenberg első címzetes hercege (Herzog von Leuchtenberg) és Eichstätt első fejedelme (Fürst zu Eichstätt). A történészek megítélése szerint Napóleon családtagjai közül ő volt az egyik legtehetségesebb politikus és hadvezér.

## Élete

### Származása
Eugène de Beauharnais 1781. szeptember 3-án született Párizsban. Édesapja Alexandre François Marie de Beauharnais vikomt (1760–1794) volt, a francia királyi haderő tisztje, a forradalom Nemzetgyűlésének elnöke, a Rajnai Hadsereg vezénylő tábornoka, akit a francia forradalom során a jakobinusok guillotine alá küldtek, alig 4 nappal Robespierre megbuktatása és a jakobinus terror megszűnése előtt. Édesanyja Beauharnais felesége, Josèphine Tascher de la Pagerie (1763–1814) volt, a kreol szépség, férjezett nevén Joséphine de Beauharnais, aki később, a császárrá lett Napoléon Bonaparte tábornok első feleségeként 1804-ben Jozefina néven a franciák császárnéja lett.
Eugène volt szüleinek elsőszülött gyermeke és egyetlen fia. Egy húga született, Hortense Eugénie Cécile de Beauharnais (1783–1837), Franciaország hercegnője (princesse de France), aki Louis Bonapartéhoz (1778–1846), Napóleon öccséhez ment feleségül, így 1806–1810 között Hollandia királynéja lett.

### A forradalom éveiben
Eugène gyermekkorát felkavarta a történelem. 1789–1790 között anyja és húga Martinique szigetén éltek, Eugène az apjával együtt Párizsba költözött. Bejárt az Alkotmányozó Nemzetgyűlés üléseire, ahol apja küldöttként dolgozott. 1792. április 20-án az Első Köztársaság Nemzetgyűlése hadat üzent Ausztriának. Alexandre de Beauharnais csatlakozott a forradalmi hadsereghez, fia is magával vitte Elzászba. A 11 éves Eugène egy strasbourg-i kollégium és a hadsereg wissembourg-i főhadiszállása között „ingázott”.
1794-ben, a jakobinus terror utolsó évében a szüleit letartóztatták, és a párizsi karmeliták monostorában létesített börtönbe (prison des Carmes) zárták. A 34 éves Alexandre de Beauharnais-t 1794. július 23-án a párizsi „Ledöntött trónus terén” („Place du Trône renversé”, ma Place de la Nation) nyaktilóval lefejezték, testét a közeli Picpus temetőben ásott egyik tömegsírba vetették, alig négy nappal a jakobinus diktatúra megdöntése és Robespierre kivégzése előtt. Joséphine-t egy évvel később szabadon engedték, 1795 őszén a két gyermek egy saint-germaini internátusba került.

### A Direktórium és a Konzulátus alatt
Özvegy anyja a Direktórium idején szalont tartott Párizsban. Itt ismerkedett meg Napoléon Bonaparte tábornokkal. 1796. március 9-én Párizsban összeházasodtak. Bonaparte 1797-ben tiszti rangot adott Eugène-nek. A fiú részt vett a vendée-i felkelők elleni hadjáratban, harcolt Quiberonnál. Anyja azonban elérte, hogy hazahívják. Napóleon megtette segédtisztjének (aide de camp). Mielőtt azonban magával vitte volna őt az itáliai hadjáratba, befejeztette vele félbehagyott tanulmányait. Eugène követte Bonaparte tábornokot az egyiptomi expedícióra is, ahol részt vett a legvéresebb harci műveletekben. Harcolt Szuez ostrománál. 1798. november 8-án az előőrs élén ő hatolt be elsőként a várba, tettéért hadnagyi rangba jutott. Harcolt a jelentős abukiri csatában és Akkó ostrománál is.
Franciaországba visszatérve, 1799. november 9-én Bonaparte tábornok végrehajtotta a brumaire 18-i államcsínyt, amellyel a köztársaság első konzuljává tette magát. Eugène számára eljött a gyors felemelkedés ideje. Az első konzul lovastestőrségének (chasseurs à cheval) parancsnoka lett, követte mostohaapját a koalíciós háborúkba. 1800. június 14-én a marengói csata után századossá (chef d'escadron) léptették elő. 1802-ben ezredesi rangot kapott. 1803-ban megvette, felújíttatta, és elegáns empire stílusban berendezte a párizsi Hôtel Villeroy palotát, amelyet azóta Hôtel de Beauharnais-nak neveznek. 1804 elején dandártábornokká (général de brigade) lépett elő.

### A császárság tábornoka
A császárság kikiáltása (1804. május 18.) újabb előrelépést hozott Eugène de Beauharnais számára. A császár kinevezte őt a Becsületrend Nagy Officiáriusává, és megtette a gárda-lovasság (chasseurs de la Garde) vezérezredesévé. Napóleon feltétlenül megbízott benne. 1804. június 14-én, a marengói csata évfordulóján Eugène-t tétovázás nélkül császári herceggé (prince français) emelte. Az újdonsült főnemes jelszava „Becsület és Hűség” (Honneur et Fidélité) lett.
1805 elején Napóleon császár a 24 éves ifjút felruházta a főállamkancellári (archichancelier d’État) címmel. A császár – mint Itália királya – június 7-én Milánóban kinevezte Eugène a meghódított Itáliai Királyság francia alkirályává, és megbízta a csatlós állam kormányzásával, de erősen korlátozott hatáskörrel. Eugène ettől kezdve idejének legnagyobb részét Észak-Itáliában töltötte.

### Házassága, gyermekei
A Napóleon elleni harmadik koalíció (1805.) legyőzése után 1806. január 14-én Eugène de Beauharnais Münchenben feleségül vette a Wittelsbach-házból származó, 17 éves Auguszta Amália bajor királyi hercegnőt (1788–1851), I. Miksa bajor király (1756–1825) és Auguszta Vilma Mária hessen–darmstadti hercegnő (1765–1796) leányát. A házasságot Napóleon szervezte meg, aki családjának tagjait ősi európai dinasztiák tagjaival házasította össze, hogy így szerezzen elismerést saját friss császárságának. A császári pár részt is vett az esküvőn. (A menyasszony apjának, IV. Miksa József bajor választófejedelemnek Napóleon szerezte meg a királyi címet, amikor 1806-ban megalakította a Bajor Királyságot). A politikai alapon kötött, érdekházasságnak indult kapcsolat boldog és tartós házassággá alakult. Hét gyermekük született, akik Leuchtenberg hercegei és hercegnői címet viselték.
- Joséphine Maximilienne (1807–1876), aki I. Oszkár svéd királyhoz, Napóleon régi szeretőjének, Désirée Clarynek fiához ment feleségül, Svédország és Norvégia királynéja lett.
- Eugénie Hortense (1808–1847), aki Konstantin von Hohenzollern-Hechingen herceg (1801–1869) felesége lett.
- Auguste Charles (1810–1835), Leuchtenberg II. hercege, aki II. Mária (da Glória) portugál királynőt (1819–1853) vette feleségül. 1831-ben jelölték Belgium királyi trónjára, de azt végül Szász-Coburg-Gothai Lipót herceg nyerte el.
- Amélie Auguste (1812–1873), aki I. Péter brazil császár második felesége lett.
- Théodelinde Louise (1814–1857), aki Wilhelm von Württemberg grófhoz, a későbbi urachi herceghez ment feleségül.
- Caroline Clotilde (*/† 1816), csecsemőkorban meghalt.
- Maximilien Joseph (1817–1852), Leuchtenberg III. hercege, aki Marija Nyikolajevna Romanova orosz nagyhercegnőt (1819–1876), I. Miklós orosz cár leányát vette feleségül, és az orosz cári család tagjaként Romanovszkij hercegi címet kapott.

Két nappal az esküvő előtt, 1806. január 12-én Napóleon császár Eugène herceget fiává fogadta, bár kizárta a császári trón örökléséből. Jozefina császárné sikertelenül igyekezett Napóleontól kieszközölni fia számára az „Itália királya” címet, ezt Napóleon magának tartotta fenn. A fiatal pár a helyi lakosság ünneplése közepette utazott nászútjára Münchenből Velencén át Milánóba. 1806. február 16-án a császár Eugène herceg férfi leszármazottait jelölte ki az Itáliai Királyság örököseivé, amennyiben Napóleonnak nem születne saját fia. 1806. március 30-án Velencét, a Habsburg Birodalom tartományát a Francia Császárság bekebelezte. 1807. március 30-án a császár Eugène-t Velence hercegévé (Prince de Venise) emelte.

### Itália francia alkirálya
1809 tavaszán a Napóleon elleni ötödik koalíciós háború kitörésekor 100 000 főnyi osztrák haderő nyomult be Itáliába, a belső-ausztriai haderő főparancsnokának, János főhercegnek és vezérkari főnökének, Laval Nugent vezérőrnagynak vezetésével. Eugène de Beauharnais a 70 000 fős, újonnan szervezett Itáliai Hadsereg (Armée d'Italie) élén április 5-én Milánóból ellenük indult. János főherceg már 1809. április 8–10 között bevonult Veneto tartományba, hogy a franciákat az Etsch folyón túlra szorítsa. Két dandárja, Chasteler altábornagy parancsnoksága alatt a Puster-völgyön keresztül Tirolba nyomult. A fiatal és tapasztalatlan alkirályt meglepte az osztrák hadak gyors felvonulása. Saját haderejének felkészülése még nem fejeződött be, a francia csapatok még itáliai területen közeledtek.
1809. április 11-én Venzonénál (Cividale mellett) a francia Broussier tábornok hadosztályát az osztrákok visszavetették. Beauharnais hadseregét a Tagliamento folyó mögé vonta vissza. Április 15-én Pordenone mellett János főherceg előőrse szétverte a Sahuc tábornok vezette francia előhadat. Másnap, április 16-án Beauharnais indított támadást a Tagliamento folyótól 37 000 emberrel és 54 ágyúval, de a Sacile (Fontane Fredda) melletti csatában vereséget szenvedtek, vissza kellett vonulniuk. A csatavesztés nyomán Beauharnais-nak egészen Caldiero-ig (Veronától keletre) kellett visszavonulnia. János főherceg ostrom alá fogta a caldieró-i francia védelmi állásokat, de közben északon, Regensburgnál Napóleon súlyos vereséget mért a Károly főherceg parancsnoksága alatt felvonult osztrák főerőre. 1809. április 29-én János főherceg parancsot adott az Itáliából való kivonulásra. Aznap Beauharnais támadást intézett ellene Soave-nál, az osztrákok május 1-jén megkezdték a visszavonulást Belső-Ausztria felé. János főherceg eddigi sikerei semmivé lettek. Az itáliai francia haderőhöz csatlakozott a harcedzett Macdonald tábornok is, és üldözőbe vették a Piavén át Bécs felé vonuló osztrák hadsereget. Beauharnais elfoglalta Vicenzát és Bassanót.
1809. május 7–8-án Beauharnais támadása nyomán a piavei csatában az osztrákok súlyos veszteséget szenvedtek. Elesett a császári lovasság parancsnoka, Christian Wolfskehl von Reichenberg báró altábornagy, 52 tiszt, 3800 katona, elveszett 15 ágyú. Beauharnais további győzelmeket aratott május 11-én San Daniele del Friulinál, május 12-én Gemonánál és Venzonénál. Összesen húsz csatában vett revánsot első vereségéért.
János főherceg hadseregének egy részét Krajna (ma: Szlovénia) és Horvátország védelmére rendelte, ő maga Tarvison (ma: Tarvisio) keresztül Villachba vonult vissza, Gyulay Albert altábornagy egyik hadosztályának fedezete alatt. Beauharnais Itáliai Hadserege a nyomában maradt, és a Magyar Királyság határa felé nyomult. Megütközött egy Horvátországból Stájerország felé vonuló, János főherceg hadseregéhez tartó hadsereggel, amelyet Franz Freiherr von Jelačić (1746–1810) császári-királyi altábornagy (Josip Jelačić apja) vezetett, vereséget mért rá és megadásra kényszerítette. A Semmering hágónál Beauharnais Itáliai Hadserege egyesült a nyugat felől felvonuló Nagy Hadsereggel (Grande Armée). A Piave folyótól a Semmeringig tartó vonulása során Beauharnais több foglyot ejtett, mint a saját parancsnoksága alatt álló katonák létszáma. Napóleon elismerőleg szólt Beauharnais stratégiai képességeiről, és így méltatta fogadott fiának katonáit: „Isten hozott benneteket, Itáliai Hadsereg katonái, dicsőségben elértétek a célt, amit kitűztünk számotokra. Büszke vagyok reátok.”
1809. június 14-én az egyesült francia haderővel Beauharnais is részt vett a győri csatában (amit Napóleon „Marengó kisunokájának” nevezett, mivel a marengói csata évfordulóján zajlott le), majd július 5–6-án hadseregével részt vett a wagrami csatában is. Mindkét csata a francia fegyverek győzelmével végződött.
1809 őszén Napóleon császár bejelentette, hogy el akar válni Jozefina császárnétól, hogy elvehesse Mária Lujza osztrák főhercegnőt, I. Ferenc osztrák császár legidősebb leányát. Eugène de Beauharnais Párizsba utazott, és kihallgatásra jelentkezett a császárnál. Arra kérte mostohaapját, hogy a császárné jelenlétében adjon magyarázatot döntésének indokára. Napóleon kitérőleg a Császárság érdekére hivatkozott. Jozefina biztosítani akarta fia jövőjét a válás után is, és kérte a császárt, ismerje el fiát Itália örökös királyának. Eugène visszautasította az alkut. 1810 januárjában, a Jozefinát megalázó válás kimondása után Eugène tiltakozásul le akart mondani minden hivatalos tisztségéről, de anyja és a császár meggyőzték, tegye félre személyes érzelmeit. Ettől kezdve azonban visszautasított több új kedvezményt, mert úgy érezte, az anyjával szemben elkövetett méltánytalanságért cserébe kapná azokat.
Az ötödik koalíciós háború lezárásaképpen Napóleon utasítására 1809 végén Eugène de Beauharnais még leverte a tiroli népfelkelést. A felkelés vezetőjét, Andreas Hofert 1810. február 20-án Mantovában kivégeztette. Március 1-jén Napóleon kinevezte Frankfurt nagyhercegévé, és őt jelölte ki Karl Theodor von Dalbergnek, a Rajnai Szövetség hercegprímásának utódjául. Dalberg haláláig Eugène-t továbbra is Itália alkirályságával bízta meg. 1811-ben megszületett Napóleon Ferenc herceg, Mária Lujza és Napóleon fia, a trónörökös. Eugène királyi trónöröklési esélyei elenyésztek, ennek ellenére töretlenül hűséges maradt mostohaapjához.
1812-ben, a Napóleon elleni hatodik koalíciós háború kitörésekor Eugène Itáliai Hadserege a Nagy Hadsereg (Grande Armée) IV. hadtesteként állt hadrendbe. A hadtest itáliai, francia és bajor katonákból állt. Az Orosz Birodalom elleni hadjárat – és az azt követő katasztrofális visszavonulás – során Eugène ismét bebizonyította kiemelkedő katonai vezetői tehetségét. Harcolt a borogyinói és a malojaroszlaveci csatákban. Hősi helytállása kitűnt az osztrovnói csatában (ma: Osztrovna, Fehéroroszország). A hadjárat stratégiai kudarca és a visszavonulás katasztrofális körülményei megviselték. A parancsnoksága alatt álló francia IV. hadtest teljesen megsemmisült. Napóleon távozása és Murat dezertálása után Eugène magára maradt a Nagy Hadsereg (Grande Armée) maradványaival, néhány tízezernyi lerongyolt, legyengült emberrel, akik ki voltak téve a porosz és orosz egységek szüntelen támadásainak. 1813 januárjában a császár őt kinevezte a maradék németországi francia haderő parancsnokává. A szinte reménytelen helyzetben Eugène megszervezte a visszavonulást. 60 nap alatt rendezetten kivonta embereit a bekerítésből, és csatlakozott az új hadsereghez, amely a császár (és Mária Lujza császárné) által besoroztatott fiatal újoncokból állt. Az 50 napos hadjáratban Posentől a népek csatájáig Eugène bebizonyította hadszervezői képességeit. Napóleon később azt mondta: „Mindannyian hibákat követtünk el, egyedül Eugène nem hibázott.” Eugène 1813. március 9-én ért Lipcsébe 50 000 katonájával, és hosszú ideig meg tudta védelmezni az Elba folyó vonalát a koalíciós hadseregek 150 000 főnyi haderejével szemben.

### Az Itáliai Királyság bukása
1813 májusában az alkirály kénytelen volt Milánóba sietni, hogy elfojtsa az ellene kezdődött mozgalmakat. Napóleon szászországi hadjáratának kudarca és a lipcsei csatavesztés (1813. október 13.) után az osztrák haderő már a Pó-síkságot fenyegette. Murat tábornagy, nápolyi francia alkirály Napóleon iránti hűsége megingott, és árulásra készült. Eugène de Beauharnais-nak egyedül kellett szembeszállnia az osztrák és a nápolyi hadseregekkel. 1814. február 8-án még |győzelmet aratott a Mincio folyó menti csatában, késleltetve az elkerülhetetlen vereséget. Apósa, Miksa, aki Napóleon kegyéből lett Bajorország első királya, igyekezett meggyőzni Eugène-t, árulja el Napóleont, cserében esetleg megtarthatja az Itáliai Királyságot. 1814 januárjában maga Napóleon is hozzájárult, hogy Eugène elhagyja Lombardiát, de tovább késlekedett a kivonulással, igyekezett hatalmát fenntartani. Emiatt Napóleon több elpártolt tábornoka árulással vádolta meg. 1813-ban a koalíciós hadseregek bevonulása nyomán a Rajnai Szövetség felbomlott, Dalberget lemondatták, az Eugène-nek ígért hercegprímási cím reménye füstbe ment).
1814. április 20-án Milánóban felkelés tört ki, amelynek során a tömeg meglincselte Giuseppe Prinát, az Itáliai Királyság pénzügyminiszterét. Április 26-án a trónját vesztett alkirály menekülésre kényszerült. Bajorországban, apósának családjánál keresett menedéket.

### Utolsó évei Bajorországban

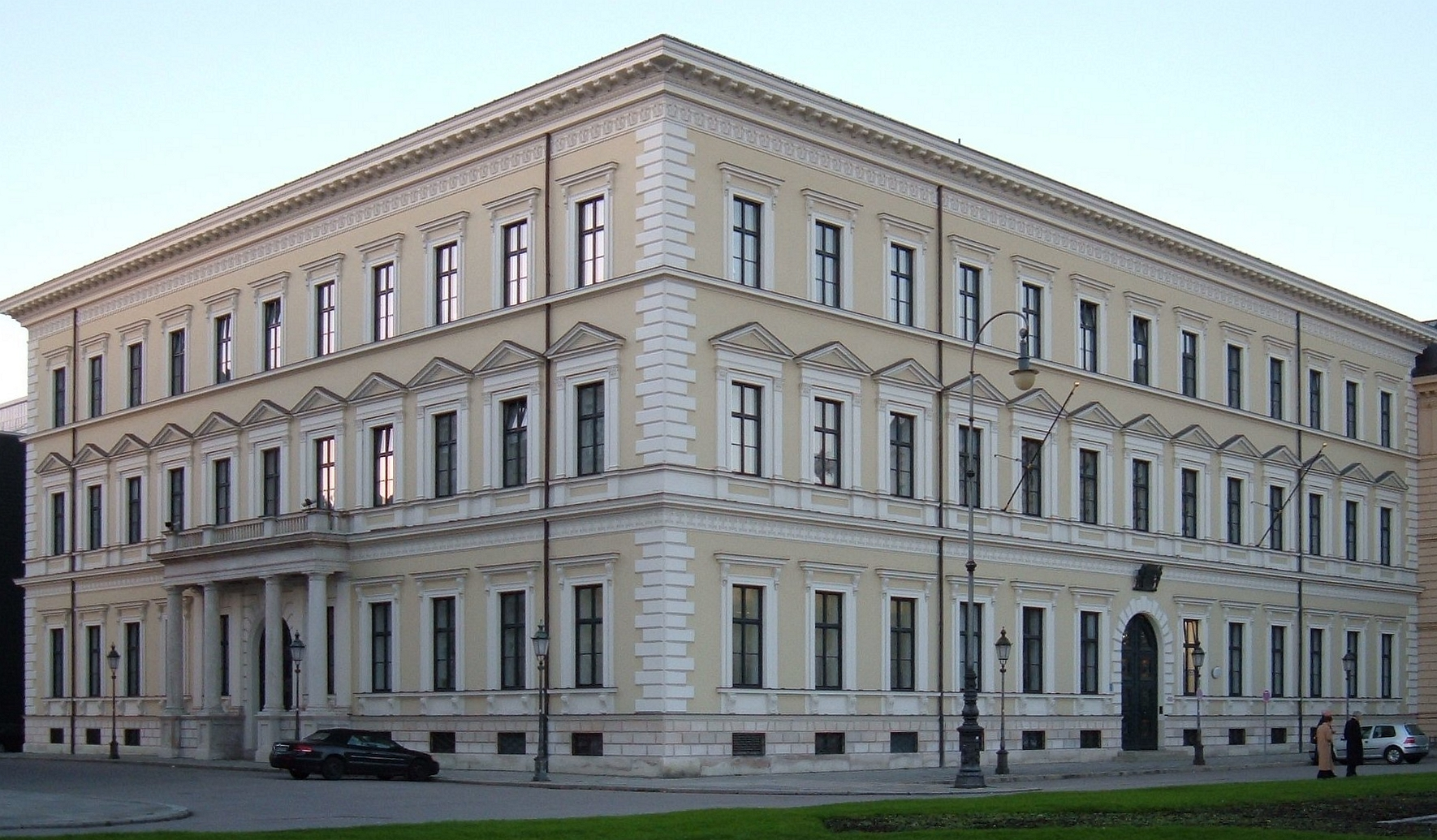
A müncheni Leuchtenberg Palota

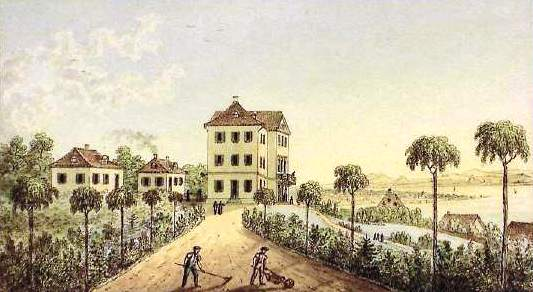
Az Eugensberg kastély 1850. körül.

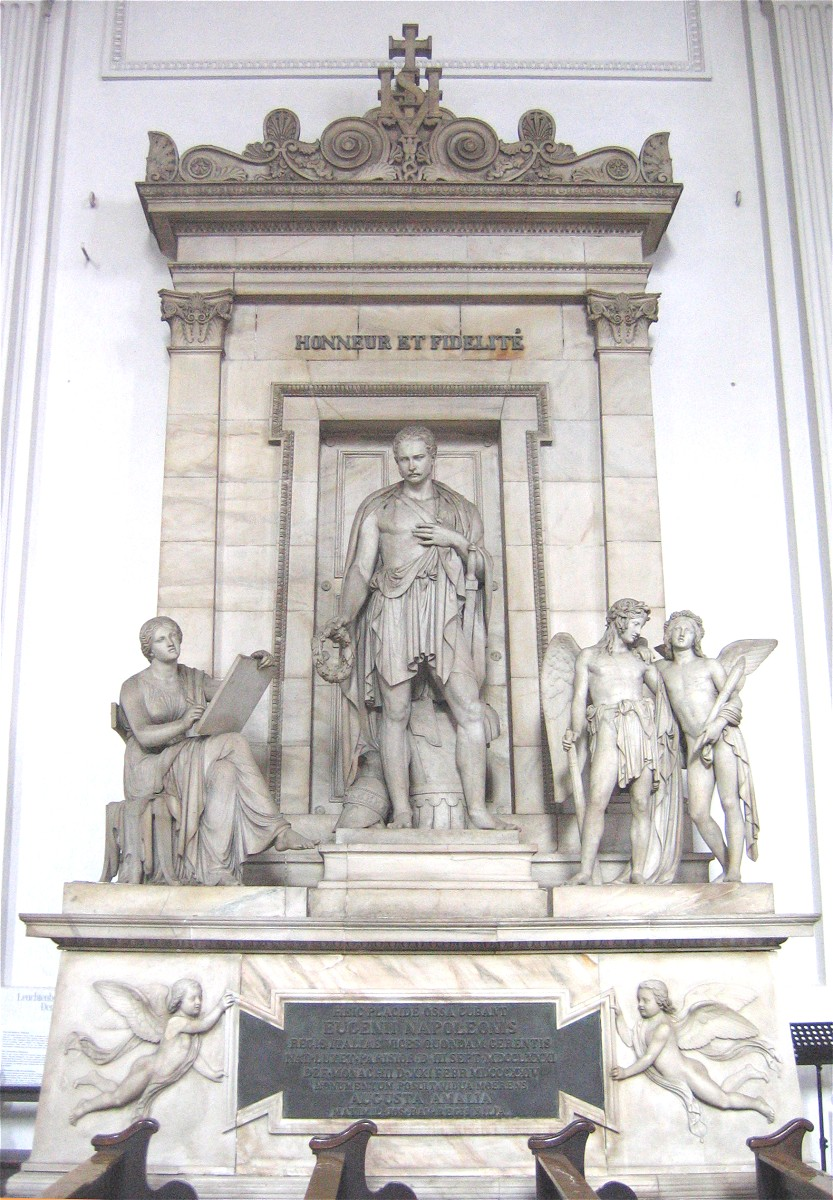
Eugène de Beauharnais síremléke a müncheni Szent Mihály-templomban

A bécsi kongresszuson Eugène kifejezte igényét egy önálló hercegségre és évjáradékra. Pontecorvót ajánlották neki, amelynek Bernadotte volt az örökös hercege. Mindez azonban egy csapásra meghiúsult 1815. március 1-jén, amikor az Elba szigetéről visszatérő Napóleon partra szállt a Juan-öbölben. Eugène ekkor Bécsben tartózkodott, és az osztrák császári hatóságok letartóztatással fenyegették. Szavát kellett adnia, hogy Münchenbe utazik, és a hadműveletek befejezéséig nem hagyja el a Bajor Királyság területét. Eugène állta a szavát, távol tartotta magát a „száz nap” hadi eseményeitől, Münchenből figyelte waterlooi csatavesztést, Napóleon második lemondását és a Francia Császárság bukását. Már sem politikai, sem katonai szerepet nem kínáltak neki, meg kellett elégednie Leuchtenberg őrgrófságával, amely címzetes hercegi cím Herzog von Leuchtenberg) viselésére jogosította fel, valamint a kis Eichstätt fejedelemség (Fürstentum Eichstätt) birtokával, amelyeket apósától, I. Miksa bajor királytól kapott 1817. november 14-én. A hercegi kinevezést a trónörökös, Lajos herceg elutasította, de néhány hónapig tartó vita után ő is elfogadta apja döntését. Eugène családjával nyaranta az ismaningi kastélyban lakott, amelyet még 1816-ban vásárolt meg. Az eichstätti birtokot csak vadászatok alkalmával látogatta.
Miksa József király 1817-nek a Leuchtenberg hercegei számára Münchenben palotát építtetett Leo von Klenze udvari építésszel (Palais Leuchtenberg). Eugène és családja 1821 őszén költözhetett a 253 szobás hercegi rezidenciába. Itt helyezték el a családi könyvtárat és egy nagy festménygyűjteményt (javarészt anyjának, Jozefina császárnénak hagyatékából). Ez utóbbit Eugène megnyittatta a nagyközönség előtt is.
1818-ban a Bajor Tudományos Akadémia tiszteletbeli tagjává választották. Ritka eichstätti tartózkodásai során alapítványt tett a szegények támogatására, és finanszírozta a helyi kaszinó- és színházi egyletet. Maga is rajzolt, és zenélt. Goethe, aki a csehországi Marienbadban találkozott vele, elismerőleg írt a herceg személyiségéről („un grand caractère”.) Többször meglátogatta Hortense húgát, aki az 1817-ben vásárolt Arenenberg kastélyban lakott, a Boden-tónál. Eugène megvette a szomszédos sandeggi birtokot, amely a már svájci Thurgau kantonban fekszik. 1819–21 között itt építtette fel az Eugensberg kastélyt (sem az építész neve, sem az építésztervek nem maradtak fenn).
A hercegi pár 1822-ben Eichstättben fogadta a leánykérőbe érkező Oszkár svéd trónörökös herceget, aki 1823. május 22-én Münchenben feleségül vette Eugène legidősebb leányát, Joséphine hercegnőt.
Eugène de Beauharnais 1824. február 21-én hunyt el müncheni palotájában, szélütés következtében, 42 éves korában. Február 25-én nagyszabású gyászünnepség keretében kísérték a müncheni Szent Mihály-templom kriptájába, ahol elhunyt kislánya, Caroline Clotilde mellé helyezték. A gyászmenet élén maga I. Miksa bajor király haladt. A Wittelsbachok és a müncheni polgárok őszintén elsiratták a francia herceget, aki intelligenciájával és egyenes jellemével kivívta tiszteletüket. Ma is látható síremlékét Leo von Klenze udvari építész tervei alapján Bertel Thorvaldsen dán szobrász készítette 1830-ban. Eugène de Beauharnais gyermekei igen előnyös házasságokat kötöttek, ezek révén Napóleon császár fogadott fia Európa legtöbb újkori uralkodó családjának ősapjává vált, így a ma uralkodó norvég, svéd és dán királyi családoknak is.

## Rangjai és címei
- 1804–1805 : „Ő császári fensége, Jenő francia herceg” (Son Altesse Impériale Eugène, prince français).
- 1805–1807 : „Ő császári fensége, Jenő francia herceg, Itália alkirálya” (Son Altesse Impériale Eugène, prince français) et vice-roi d'Italie).
- 1807–1810 : „Ő császári fensége, Jenő francia herceg, Itália alkirálya, Velence hercege” (Son Altesse Impériale Eugène, prince français), vice-roi d'Italie et prince de Venise).
- 1810–1814 : „Ő császári fensége, Jenő francia herceg, Itália alkirálya, Velence hercege, Frankfurt nagyhercege” (Son Altesse Impériale Eugène, prince français), vice-roi d'Italie, prince de Venise et grand-duc de Francfort).
- 1817–1824 : „Ő királyi fensége, Jenő (bajor) herceg, Leuchtenberg hercege, Eichstätt fejedelme Son Altesse Royale Eugène, duc de Leuchtenberg et prince d'Eichstätt.

Eugène de Beauharnais a szabadkőművesekhez is csatlakozott. Először a párizsi Oriens Szent Eugén páholyának tiszteletbeli tagja volt, majd az Itáliai Nagy Oriens nagymestere és az itáliai Főtanács elnöke.